# Cmentarz w Nowym Stręczynie
Cmentarz w Nowym Stręczynie – cmentarz znajdujący się we wsi Nowy Stręczyn w województwie lubelskim, w powiecie łęczyńskim, w gminie Cyców.
Cmentarz na planie prostokąta o bokach ok. 50 na 44 metry, zarośnięty drzewami i krzewami. Znajduje się przy drodze z Nowego do Starego Stręczyna. Prawdopodobnie używany przez ewangelickich kolonistów niemieckich (o czym świadczy zachowany charakterystyczny nagrobek w formie betonowego obramowania), w gminnej ewidencji zabytków występuje jako wojenny z lat I wojny światowej.